# Csaba Horváth (Kanute)
Csaba Horváth (* 7. April 1971 in Budapest) ist ein ehemaliger ungarischer Kanute.

## Erfolge
Csaba Horváth ging bei den Olympischen Spielen 1996 in Atlanta mit György Kolonics im Zweier-Canadier über 500 Meter und 1000 Meter an den Start. Über 500 Meter zogen sie nach Siegen in ihrem Vorlauf und ihrem Halbfinallauf ins Finale ein, das sie nach 1:40,420 Minuten ebenfalls auf dem ersten Platz beendeten. Dabei setzten sie sich mit einem Vorsprung von 36 Hundertstelsekunden im Fotofinish gegen die Moldauer Victor Reneischi und Nicolae Juravschi durch, den dritten Platz belegten die Rumänen Gheorghe Andriev und Grigore Obreja. Ebenfalls erfolgreich verlief der Wettkampf auf der 1000-Meter-Strecke, auf der sie nach Rang zwei in ihrem Vorlauf zunächst ebenfalls die direkte Finalqualifikation schafften. Im Finale erreichten sie in einer Rennzeit von 3:32,514 Minuten hinter den siegreichen Deutschen Gunar Kirchbach und Andreas Dittmer sowie Marcel Glăvan und Antonel Borșan aus Rumänien als Dritte das Ziel und sicherten sich so die Bronzemedaille.
Bei Weltmeisterschaften gewann Horváth 18 Medaillen. 1993 wurde er in Kopenhagen im Zweier-Canadier über 500 Meter mit György Kolonics erstmals Weltmeister. Sie sicherten sich ein Jahr darauf in Mexiko-Stadt sowohl über 200 Meter als auch über 500 Meter die Silbermedaille. Außerdem belegte er im Vierer-Canadier über 200 Meter ebenfalls den zweiten Platz, während ihm in diesem über 1000 Meter der Titelgewinn gelang. Bei den Weltmeisterschaften 1995 in Duisburg gewann Horváth gleich fünf Konkurrenzen: mit György Kolonics wurde er über 200, 500 und 1000 Meter ebenso Weltmeister wie im Vierer-Canadier über 200 und 500 Meter. 1997 verteidigten Horváth und Kolonics in Dartmouth ihren Titel über 500 Meter und belegten über 1000 Meter den zweiten Platz. Im Vierer-Canadier wurde Horváth über 200 Meter ebenfalls Zweiter sowie über 500 Meter nochmals Erster. Drei weitere Titel sicherte er sich 1998 in Szeged. Mit Kolonics gewann er die Konkurrenz auf der 500-Meter-Strecke und im Vierer-Canadier die Wettbewerbe über 500 und über 1000 Meter. Seine letzte WM-Medaille erhielt er 1999 in Mailand nach einem dritten Platz im Vierer-Canadier über 1000 Meter. Bei den Europameisterschaften 1997 in Plowdiw wurden Horváth und Kolonics nach einem zweiten Platz über 500 Meter auf der 1000-Meter-Strecke Europameister und gewannen auch im Vierer-Canadier über 500 Meter den Titel. Auf nationaler Ebene gewann Horváth in verschiedenen Disziplinen insgesamt 20 Landesmeistertitel.
1995 und 1996 wurden Csaba Horváth und György Kolonics zu Ungarns Mannschaft des Jahres gewählt. Nach dem Olympiasieg 1996 wurde Horváth das Offizierskreuz des Ungarischen Verdienstordens verliehen.